# Assystem
Die Assystem S.A. ist ein international tätiger Konzern mit den Schwerpunkten Engineering-Dienstleistung und Beratung. Der Hauptsitz befindet sich in Paris, Frankreich. Die Gruppe ist in 19 Ländern mit über 11.000 Mitarbeitern vertreten. Der Konzern ist an der NYSE Euronext Paris notiert und gehört dem Aktienindex CAC Small an.

## Konzerngeschichte
Assystem ging 1994 aus der Fusion der beiden französischen Unternehmen ATEM und Alphatem hervor. Seit 1995 ist Assystem an der Pariser Börse notiert. Im Jahr 2003 kam es zu der Fusion mit Brime Technologies.
Im Jahr 1966 wurde die französische ATEM gegründet, ein auf die Organisation der Inbetriebnahme von Industrieanlagen spezialisiertes Unternehmen (u. a. Stahl- und Nuklearindustrie). Im Jahr 1989 wurde das Unternehmen Alphatem gegründet, ein auf Nuklearanlagen spezialisiertes Joint Venture der Cogema (seit 2001 Areva). Im Jahr 1995 kam es zu einem Zusammenschluss der Unternehmen ATEM und Alphatem zu Assystem. Assystem ging im gleichen Jahr an die Börse in Paris. Im Jahr 2003 kam es zur Fusion mit Brime Technologies und zur Umfirmierung zu Assystembrime. Seit dem Jahr 2005 firmiert Assystembrime wieder unter Assystem. In den folgenden Jahren wurden zahlreiche weitere Akquisitionen getätigt, beispielsweise das englische Unternehmen Inbis und die deutschen Unternehmen SKI-Team, Atena Engineering und die SQS. Laut der Lünendonk-Liste 2013 ist Assystem auf Platz 16 der größten Engineering-Dienstleister in Deutschland.
2022 wurde das Life Sciences- und Chemiegeschäft von Assystem für 28 Millionen Euro vom französischen Expleo-Konzern übernommen.

## Konzernstruktur
Assystem S.A. ist ein Konzern mit zahlreichen Tochtergesellschaften und Beteiligungen in verschiedenen Ländern. In der nebenstehenden Darstellung werden die Beziehungen zu unterhaltenen Tochtergesellschaften und Beteiligungen verdeutlicht.

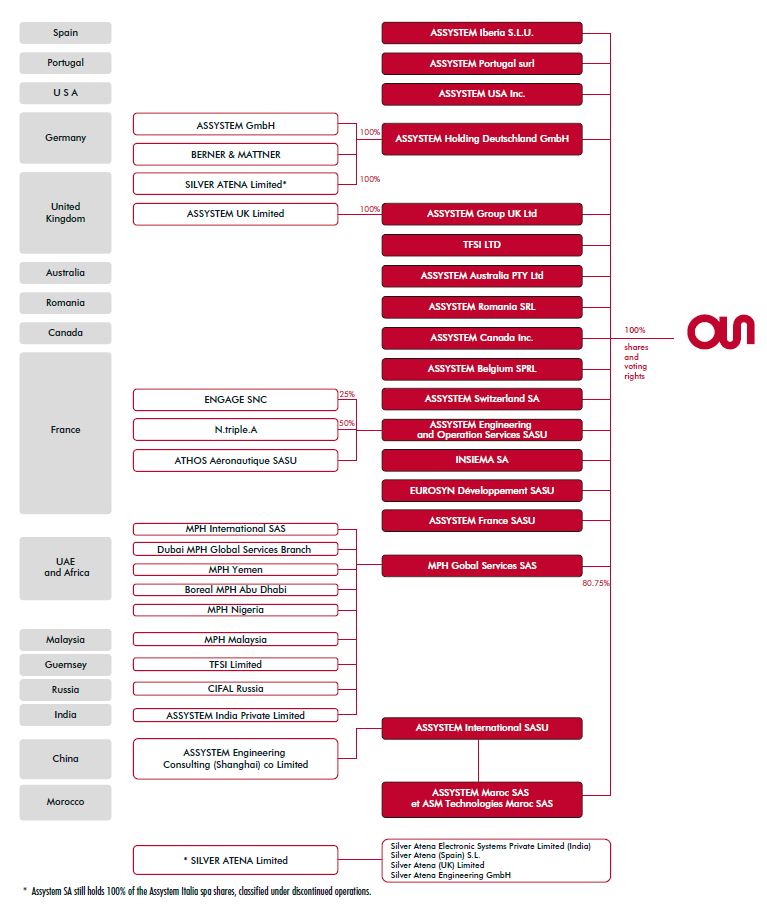
Vereinfachtes Organigramm des Assystem Konzerns (Stand April 2014)

## Konzerngeschäftsfelder
Assystem S.A. bedient insgesamt sieben Geschäftsfelder: Aerospace, Defence, Energy, Nuklearanlagen, Life Sciences, Infrastructure sowie Automotive und Transportation. Laut ihres Gesellschaftsvertrags umfassen die Leistungen der Assystem S.A. folgende Bereiche: Beratung, Research, Engineering, Training, Support, Maintenance sowie Produktentwicklung und -distribution, einschließlich Hardware und Software.
Die einzelnen Tochtergesellschaften fokussieren unterschiedliche Märkte und bieten entsprechend spezialisierte Leistungen an.

## Konzernfinanzen
Die Assystem S.A. konnte in den letzten Jahren ihren Umsatz kontinuierlich steigern, mit Ausnahme des Jahres 2009, in dem auch der Konzern die Auswirkungen der Wirtschafts- und Finanzkrise spürte. Der Konzern konnte im Jahr 2013 ein Wachstum verzeichnen. Der Umsatz stieg im Vergleich zum Vorjahr um 1,8 % auf insgesamt 871,4 Mio. Euro. Das operative Ergebnis betrug 53,2 Mio. Euro, die Umsatzrendite 6,1 %, gegenüber 7,1 % aus dem vergangenen Jahr. Das Geschäftsjahr der Assystem S.A. stimmt mit dem Kalenderjahr überein. Die Bilanzierung erfolgt nach den International Financial Reporting Standards (IFRS).
Die folgende Tabelle gibt eine Übersicht über ausgewählte Konzernfinanzkennzahlen der Assystem S.A. (2008–2013)
| In Mio. Euro               | 2008  | 2009  | 2010  | 2011  | 2012  | 2013  |
| -------------------------- | ----- | ----- | ----- | ----- | ----- | ----- |
| Umsatz                     | 658,6 | 607,3 | 636,5 | 760,6 | 855,6 | 871,4 |
| davon Umsatz in Frankreich | k. A. | 433,5 | 438,3 | 501,5 | 521,1 | 523,3 |
| davon Umsatz international | k. A. | 173,8 | 198,2 | 259,1 | 334,5 | 348,1 |
| Operatives Ergebnis        | 42,2  | 25,7  | 44,3  | 58,7  | 60,9  | 53,2  |

Folgende Tabelle zeigt eine Übersicht über die Umsatzverteilung nach Geschäftsfeldern im Jahr 2013 der Assystem S.A.:
| Geschäftsbereich                 | In Prozent | In Mio. Euro |
| -------------------------------- | ---------- | ------------ |
| Aerospace                        | 37         | 322,42       |
| Transport (including automotive) | 17         | 148,14       |
| Energy (including nuclear)       | 33         | 287,56       |
| Other industries                 | 13         | 113,28       |
| Summe                            | 100        | 871,4        |

## Assystem Deutschland Holding GmbH

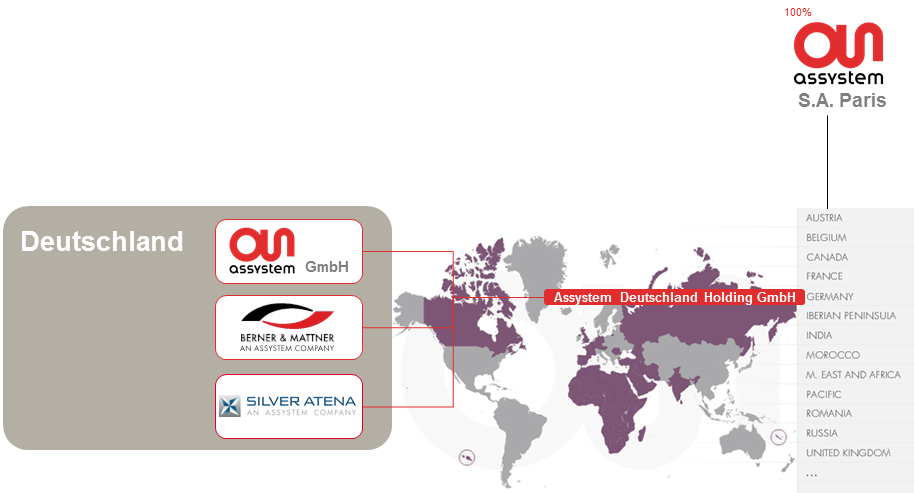
Vereinfachtes Organigramm der Assystem Deutschland Holding GmbH

Die Assystem Deutschland Holding GmbH wurde 2004 in Hamburg gegründet und ist ein hundertprozentiges Tochterunternehmen der Assystem S.A. Das Unternehmen umfasst drei operative Gesellschaften: die Assystem Germany GmbH, die Silver Atena Electronic Systems Engineering GmbH und die Automotive Solutions Germany GmbH. Die deutsche Assystem-Unternehmensgruppe ist insbesondere in den Branchen Aerospace, Automotive, Industry und Transportation tätig und umfasst derzeit rund 1.100 Mitarbeiterinnen und Mitarbeiter an 15 Standorten in Deutschland.

### Geschichte der Assystem Germany GmbH
Die Assystem Germany GmbH mit Sitz in München entstand in dieser Form im Jahr 2017 durch die Fusion der Firmen Assystem GmbH und Berner & Mattner Systemtechnik GmbH. Die Berner & Mattner Systemtechnik GmbH wurde 1987 von Hans Berner und Adolf Mattner im Landkreis München gegründet. Die Assystem GmbH entstand im Jahr 2011 in dieser Form in Hamburg aus der Verschmelzung der deutschen Unternehmen SKI-Team GmbH, Hamburg – gegründet 1997 – und Atena Engineering GmbH, München – gegründet 1998. Silver Atena Electronic Systems Engineering GmbH entstand im Jahre 2008 im Wege einer Abspaltung des Elektronikbereichs aus der Atena Engineering GmbH. 2017 erweiterte die Assystem Germany GmbH ihre Kompetenz im Bereich automobile Beleuchtung durch die Akquisition der Automotive Solutions Germany GmbH (ASG) in Samerberg, gegründet 2010. Mit rund 825 Mitarbeiterinnen und Mitarbeitern ist die Assystem Germany GmbH heute an 15 Standorten in Deutschland vertreten.

### Berner & Mattner
Die Berner & Mattner Systemtechnik GmbH wurde 1987 von Hans Berner und Adolf Mattner im Landkreis München gegründet. Eine Vorgängergesellschaft wurde bereits 1979 gegründet. Nachdem Berner & Mattner im Jahre 2011 Mitglied des Assystem Konzerns und organisatorisch in die Assystem Deutschland Holding eingegliedert wurde, folgte 2017 die vollständige Integration der Assystem GmbH und Berner & Mattner Systemtechnik GmbH zu Assystem Germany GmbH.

### Silver Atena
Die Silver Atena GmbH entstand im Jahr 2008 und beschäftigt über 350 Mitarbeiter (2020) an fünf Standorten in Deutschland: München, Hamburg, Bremen, Stuttgart und Landshut.
Silver Atena führte ab 2008 das Elektronikgeschäft der damaligen Atena Engineering GmbH weiter. Die im Jahr 1998 gegründete Atena Engineering wurde im Juli 2005 durch die Assystem Deutschland Holding GmbH, eine hundertprozentige Tochter der Assystem S.A., akquiriert. Im Jahr 2008 wurde der Elektronikbereich „Technology & Systems“ der Atena Engineering abgespaltet und mit dem anglo-indischen Unternehmen Silver Software zu dem internationalen Joint Venture Silver Atena mit Hauptsitz in Malmesbury, Großbritannien, integriert. Seit 2012 besteht dieses Joint Venture nicht mehr und Silver Atena agiert innerhalb der Assystem-Gruppe eigenständig. Das Unternehmen entwickelt als Systemlieferant sicherheitsrelevante Elektronik für Anwendungen in den Branchen Luft- und Raumfahrttechnik, Automotive, Schienenverkehr und Transportation. Außerdem ist das Unternehmen im Bereich Entwicklung, Bereitstellung und Betreuung von Hardware-in-the-Loop (HIL) Testsystemen tätig.

### Automotive Solutions Germany (ASG)
Die Automotive Solutions Germany GmbH (ASG) ist Spezialist für das Design und die Entwicklung von Beleuchtungssystemen für die Automobilindustrie. Sie bietet hochwertige Dienstleistungen wie Engineering und Projektmanagement, Prototyping sowie Design und der CAS-Modellierung für OEM- und Tier-1-Unternehmen der Automobilindustrie.

## Assystem in weiteren Ländern
Die Assystem S.A. hat zahlreiche Standorte in 19 Ländern weltweit. Von besonderer Bedeutung ist, neben Frankreich und Deutschland, Großbritannien. Weitere Standorte befinden sich sowohl in Europa, als auch in Nordamerika und Asien.
In Großbritannien beschäftigt die Assystem UK LLC ca. 1.400 Mitarbeiter (inklusive Freiberuflern). Die operativen Schwerpunkte liegen in den Branchen Aerospace, Energy (inklusive Nuklearenergie), Defence und Transportation. Neben Kunden in der freien Wirtschaft wie Airbus, EDF, Rolls-Royce oder Spirit Aerosystems, bedient Assystem UK auch die britische Regierung bei der Instandhaltung und dem Rückbau der nuklearen Infrastruktur.